# هانزي فليك
هانز ديتر «هانزي» فليك (مواليد 24 فبراير 1965) هو مدرب كرة قدم ألماني ولاعب سابق، مدرب حالي لنادي برشلونة، وسبق وأن درب نادي بايرن ميونخ الألماني من 2019 إلى 2021. وكان مساعدًا لمدرب المنتخب الألماني تحت إشراف المدرب يواخيم لوف. في أغسطس 2020، فاز فليك بدوري أبطال أوروبا بصفته مديرًا فنيًا لبايرن ميونخ، مكملاً بذلك ثاني ثلاثية قارية في تاريخ النادي. في فبراير 2021، فاز أيضًا بكأس العالم للأندية مع بايرن ميونخ.
بعد أن عاد إلى بايرن ميونخ كمساعد مدرب في عام 2019، تولّى فليك منصب المدرب المؤقت بعد رحيل نيكو كوفاتش في نوفمبر 2019. وتم تعيينه لاحقًا بصفة دائمة، ونجح في الفوز بدوري أبطال أوروبا في ذلك الموسم، محققًا بذلك الثلاثية القارية الثانية للنادي. وفي عام 2021، قاد الفريق أيضًا إلى الفوز بكأس العالم للأندية ولقب الدوري الألماني. يُعد فليك، بجانب بيب غوارديولا، المدربين الوحيدين اللّذين حققوا السداسية مع فرقهم. لاحقًا، تولى تدريب المنتخب الألماني خلفًا ليواكيم لوف في عام 2021، وقاد الفريق للتأهل إلى كأس العالم 2022 قبل أن يُقال في عام 2023. وفي عام 2024، تم تعيينه مديرًا فنيًا لنادي برشلونة الإسباني.

## مسيرته الكروية
كلاعب، كان يلعب في خط الوسط ولعب 104 مباراة مع بايرن ميونخ وسجل خمسة أهداف بين عامي 1985 و 1990. ولعب لاحقًا 44 مباراة مع كولن قبل أن يعتزل من كرة القدم الاحترافية في عام 1993 بسبب الإصابات. كانت آخر فترة له كلاعب كرة قدم مع فيكتوريا بامينتال من 1994 حتى 2000.
لم يلعب أبدًا مع المنتخب الألماني، لكنه شارك في مباراتين مع منتخب ألمانيا تحت 18 سنة، في مرحلة المجموعات من البطولة الأوروبية تحت 18 سنة لعام 1983 في 15 و17 مايو 1983، في الفوز 1–0 على السويد وفي فوز 3–1 على بلغاريا.

## مسيرته التدريبية

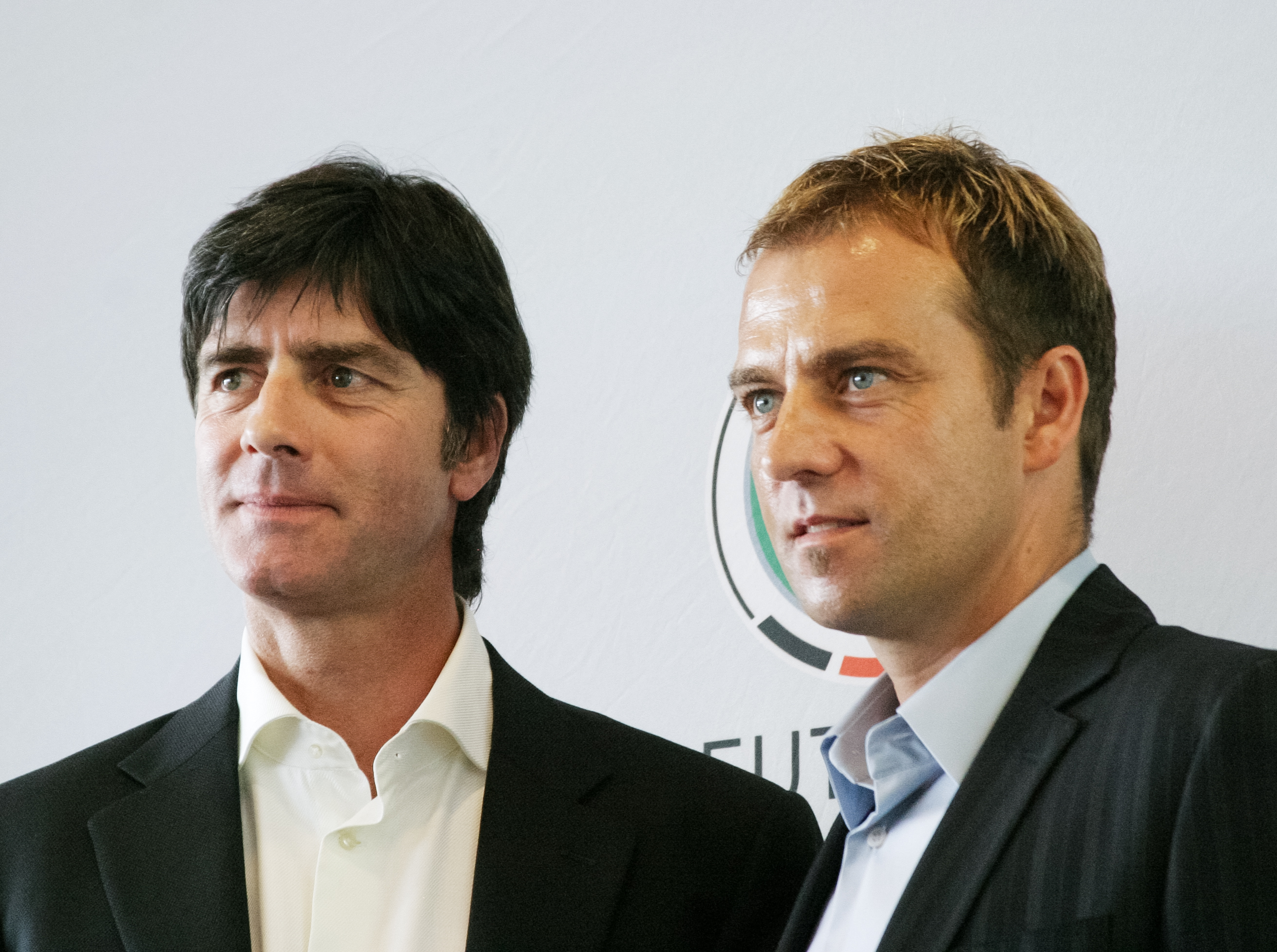
يواكيم لوف وهانز ديتر فليك خلال المؤتمر الصحفي في أغسطس 2006. خلال المؤتمر الصحفي تم الإعلان عن فليك ليكون المدرب المساعد الجديد للمنتخب الوطني الألماني لكرة القدم

بدأت مسيرة فليك كمدرب عام 1996 كلاعب ومدرب لنادي فيكتوريا بامينتال، الذي كان يلعب في أوبرليغا بادن فورتمبيرغ في ذلك الوقت. في نهاية موسم 1998–99، هبط النادي إلى فيرباندسليغا بادن، لكن فليك ظل مدربه لموسم آخر.

### هوفنهايم
في يوليو 2000، أصبح مديرًا فنيًا لنادي هوفنهايم في أوبرليغا بادن فورتمبيرغ، وفاز بالدوري وصعد إلى دوري الرابطة الإقليمية الجنوبية في موسمه الأول مع النادي. بعد أربع محاولات فاشلة للتأهل، تم التخلي عنه في 19 نوفمبر 2005.

### ريد بول سالزبورغ (مساعد)
عمل فليك لفترة وجيزة كمساعد لجوفاني تراباتوني ولوتار ماتيوس ومنسق رياضي في ريد بول سالزبورغ. صرح فليك أن عمله تحت قيادة تراباتوني، أحد أشهر المدربين في العالم، علمه أشياء كثيرة، لا سيما في التكتيكات وفي تطوير العلاقات مع اللاعبين، لكنه قال أيضًا إنه لا يتفق مع نهج تراباتوني الدفاعي أولاً.

### ألمانيا (مساعد)
تم تعيينه كمدرب مساعد لألمانيا في 23 أغسطس 2006. على الرغم من عدم إدراجه كمدرب معترف به رسميًا من قبل اتحاد الكرة، بسبب طرد يواخيم لوف في المباراة السابقة، كان فليك من الناحية الفنية المدير الفني الألماني لربع نهائي بطولة أمم أوروبا 2008 ضد البرتغال في 19 يونيو 2008، والذي انتهى بفوز ألمانيا 3–2. بعد حصوله على المركز الثاني في بطولة أمم أوروبا 2008 والثالث في كأس العالم 2010، وصل إلى الدور نصف النهائي في بطولة أمم أوروبا 2012 وفاز بكأس العالم 2014 كمساعد مدرب ألمانيا. أصبح المدير الرياضي في الاتحاد الألماني لكرة القدم بعد كأس العالم 2014 حتى 16 يناير 2017.

### بايرن ميونخ
في 2 يوليو 2019، انضم إلى بايرن ميونخ كمساعد مدرب، تحت إدارة نيكو كوفاتش. عندما غادر كوفاتش بايرن ميونخ بالتراضي في 3 نوفمبر 2019، تمت ترقية فليك إلى منصب المدير الفني المؤقت. في أول مباراة له، فاز بايرن على أولمبياكوس 2–0 في دور المجموعات بدوري أبطال أوروبا في 6 نوفمبر 2019. بعد فترة مرضية كمدرب مؤقت، أعلن بايرن في 22 ديسمبر 2019 أن فليك سيظل مدربًا حتى نهاية الموسم.
في أبريل 2020، منح بايرن ميونخ عقدًا جديدًا لفليك يضمن له البقاء في النادي حتى عام 2023.
خلال موسم 2019–20، نجح فليك في قيادة بايرن ميونخ للفوز بالدوري الألماني، والكأس ودوري أبطال أوروبا، وبذلك حقق الثلاثية القارية للمرة الثانية في تاريخ النادي. تم اختياره لاحقًا أفضل مدير فني ألماني للعام من قبل مجلة كيكر الرياضية، كما فاز بجائزة مدرب العام من الاتحاد الأوروبي لكرة القدم. في الموسم التالي، قاد بايرن ميونخ للفوز بكأس السوبر الأوروبي ضد إشبيلية. كما قاد بايرن ميونخ للفوز بأول سداسية للنادي في التاريخ بعد فوزه بكأس العالم للأندية في فبراير 2021 بفوزه على نادي تيغريس أونال المكسيكي.
في 17 أبريل 2021، أعلن فليك أنه أبلغ النادي برغبته في الرحيل بنهاية الموسم. وقد أعرب عن رغبته في تدريب منتخب ألمانيا نظرًا لعمله السابق كمساعد للمدرب الحالي للمنتخب الألماني يواكيم لوف. غادر فليك بايرن ميونخ بسجل يعد من بين الأعظم في تاريخ كرة القدم الحديث؛ حيثُ خسر الفريق تحت قيادته سبع مباريات فقط وفاز بسبعة ألقاب (الدوري الألماني مرتين، كأس ألمانيا، دوري أبطال أوروبا، كأس السوبر الألماني، كأس السوبر الأوروبي، وكأس العالم للأندية). لم يخسر بايرن أي مباراة في دوري أبطال أوروبا 2019–20 ليُصبح الفريق الأول في تاريخ البطولة الأوروبية ودوري الأبطال الذي يُحقق اللقب بنسبة فوز 100%، كما حقق سلسلة انتصارات بلغت 23 مباراة متتالية في جميع المسابقات بين 16 فبراير 2020 و18 سبتمبر 2020، وهو رقم قياسي في كرة القدم الألمانية. قاد فليك أيضًا بايرن إلى تحقيق الثلاثية وهي الثانية في تاريخ النادي. احتفظ فليك بإحدى أعلى نسب الفوز في تاريخ كرة القدم، حيثُ فاز بنسبة 83% من المباريات وساهم في وصول بايرن إلى متوسط 3.0 أهداف لكل مباراة في جميع المسابقات. وفي أكتوبر 2020، حصل فليك على جائزة مدرب العام في أوروبا، وهي جائزة لأفضل مدرب في كرة القدم في الدوريات الخمس الكبرى.

### ألمانيا
في 25 مايو 2021، أعلن الاتحاد الألماني لكرة القدم أن فليك وقع عقدًا لمدة ثلاث سنوات بدءًا من 1 أغسطس 2021 لتولي منصب مدرب منتخب ألمانيا حيثُ حل محل مدربه السابق يواكيم لوف بعد بطولة أمم أوروبا 2020. في 2 سبتمبر 2021، حقق فليك فوزه الأول بنتيجة 2–0 ضد ليختنشتاين في مباراة ضمن تصفيات كأس العالم 2022. في 4 يونيو 2022، تعادل المنتخب الألماني 1–1 مع إيطاليا في دوري الأمم الأوروبية 2022–23 ليُصبح فليك ثالث مدرب يبقى بدون هزيمة في أول عشر مباريات له بعد سيب هيربرغر ويوب ديرفال. وانتهت هذه السلسلة في 23 سبتمبر عندما خسرت ألمانيا 1–0 أمام المجر في نفس البطولة.
في كأس العالم 2022، أُقصي منتخب ألمانيا من دور المجموعات للمرة الثانية على التوالي، بعد أن أنهت المجموعة في المركز الثالث رغم فوزها في مباراتها الأخيرة 4–2 على كوستاريكا. تعرض فليك لانتقادات بسبب تبديلاته، خاصةً في المباراة الافتتاحية أمام اليابان، التي خسرها الفريق بنتيجة 1–2.
أُقيل فليك في 10 سبتمبر 2023، بعد يوم من خسارة الفريق بنتيجة 4–1 في مباراة ودية أمام اليابان، وهي الهزيمة الثالثة على التوالي للفريق. استمر فليك في المنصب لمدة عامين وحقق ثاني أسوأ معدل نقاط بواقع 1.72 لكل مباراة، ولم يسبقه سوى إريش ريبيك بمعدل 1.50 نقطة لكل مباراة. كما كان أول مدرب لألمانيا يتم إقالته في التاريخ.

### برشلونة
في 29 مايو 2024، وقع فليك عقدًا كمدرب جديد مع نادي برشلونة حتى 30 يونيو 2026 ليُصبح ثالث مدرب ألماني في تاريخ النادي بعد هانس ويسويلير وأودو لاتيك.
فاز فليك بأول مباراة له كمدرب لبرشلونة في 17 أغسطس 2024، حيثُ حقق الفريق انتصارًا بنتيجة 2-1 ضد نادي فالنسيا في ملعب ميستايا منهياً سلسلة برشلونة التي دامت سنتين من التعادلات 0–0 في أول مباريات الموسم. تعرض فليك لأول هزيمة له كمدرب لبرشلونة في الدوري الإسباني في 28 سبتمبر بخسارته 4-2 أمام نادي أوساسونا. وفي 26 أكتوبر، حقق فليك أول انتصار له في الكلاسيكو، حيثُ فاز فريقه على ريال مدريد بنتيجة 4–0 في ملعب سانتياغو برنابيو. في تقرير نُشر بتاريخ 23 أبريل 2025، أن متصدر الدوري الإسباني قد توصّل إلى اتفاق مع المدرب السابق لنادي بايرن ميونيخ والمنتخب الألماني، يقضي باستمراره في تدريب الفريق حتى عام 2027.

## حياته الشخصية
فليك متزوج من سيلك فليك. اعتبارًا من عام 2020، مر على زواجهما أكثر من 30 عامًا. لديهم طفلان وحفيدان.

## الإحصائيات التدريبية
آخر تحديث 9 سبتمبر 2023.
| النادي           | من            | إلى            | السجل | السجل | السجل | السجل | السجل | السجل | السجل | السجل  | م.                                        |
| النادي           | من            | إلى            | م     | ف     | ت     | خ     | له    | عليه  | فارق  | فوز %  | م.                                        |
| ---------------- | ------------- | -------------- | ----- | ----- | ----- | ----- | ----- | ----- | ----- | ------ | ----------------------------------------- |
| فيكتوريا بامنتال | 1 يوليو 1996  | 30 يونيو 2000  | 122   | 44    | 33    | 45    | 205   | 218   | −13   | 036٫07 | [ 41 ] [ 42 ] [ 43 ] [ 44 ]               |
| هوفنهايم         | 1 يوليو 2000  | 19 نوفمبر 2005 | 196   | 88    | 46    | 62    | 345   | 263   | +82   | 044٫90 | [ 45 ] [ 46 ] [ 47 ] [ 48 ] [ 49 ] [ 50 ] |
| بايرن ميونخ      | 3 نوفمبر 2019 | 30 يونيو 2021  | 83    | 68    | 8     | 7     | 242   | 81    | +161  | 081٫93 | [ 51 ] [ 52 ]                             |
| ألمانيا          | 1 يوليو 2021  | 10 سبتمبر 2023 | 25    | 12    | 7     | 6     | 60    | 30    | +30   | 048٫00 |                                           |
| المجموع          | المجموع       | المجموع        | 429   | 214   | 95    | 120   | 865   | 596   | +269  | 049٫88 |                                           |

1. 1 2  الإحصائيات لا تشمل مسابقات الكأس المحلية.

## الإنجازات

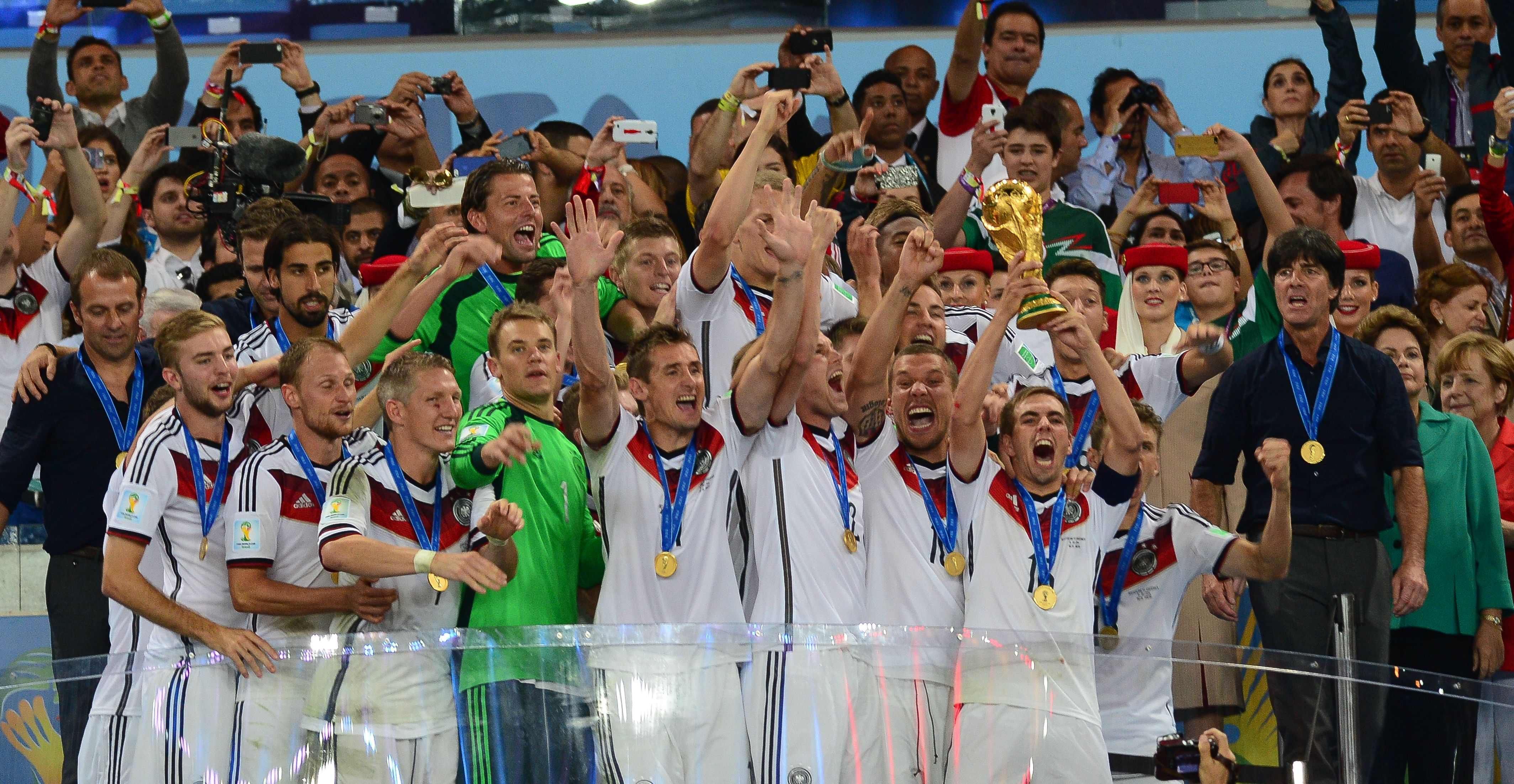
هانز فليك (أقصى اليسار، بالقميص الأسود) وهو يحتفل بفوز فريقه بكأس العالم 2014

### كلاعب
بايرن ميونخ
- الدوري الألماني: 1985–86، 1986–87، 1988–89، 1989–90
- كأس ألمانيا: 1985–86
- كأس السوبر الألماني: 1987
- كأس أوروبا الوصيف: 1986–87

كولن
- كأس ألمانيا الوصيف: 1990–91

### كمدرب
ألمانيا (كمساعد مدرب)
- كأس العالم: 2014؛ المركز الثالث 2010

هوفنهايم
- أوبرليغا بادن فورتمبيرغ: 2000–01

بايرن ميونخ
- الدوري الألماني: 2019–20، 2020–21
- كأس ألمانيا: 2019–20
- كأس السوبر الألماني: 2020
- دوري أبطال أوروبا: 2019–20[53]
- كأس السوبر الأوروبي: 2020[20]
- كأس العالم للأندية: 2020[54]

برشلونة
- الدوري الإسباني: 2024–25
- كأس ملك إسبانيا: 2024–25[55]
- كأس السوبر الإسباني: 2024–25[56]

الفردية
- مدرب العام من الاتحاد الأوروبي لكرة القدم: 2019–20[57]
- أفضل مدرب في العالم من الاتحاد الدولي لتاريخ وإحصاءات كرة القدم: 2020[58]
- مدرب العام من ورلد سوكر 2020[59]
- مدرب العام من جلوب سوكر: 2020[60]
- مدرب العام في ألمانيا: 2020[18]
- مدرب الموسم في الدوري الألماني من VDV: 2019–20[61]

## وصلات خارجية
لا توجد روابط لمواقع التواصل الاجتماعي.

- هانزي فليك على موقع الاتحاد الأوربي (الإنجليزية)
- هانزي فليك على موقع قاعدة بيانات كرة القدم.إي يو (الإنجليزية)
- هانزي فليك على موقع بيانات كرة القدم. دي إي (الألمانية)
- هانزي فليك على موقع ناشيونال فوتبول تيمز (الإنجليزية)
- هانزي فليك على موقع عالم كرة القدم.نت (الإنجليزية)
- هانزي فليك على موقع كووورة